# جبلا
جبلا، هي قرية لبنانية من قرى قضاء البترون في محافظة الشمال. بعد من بيروت مسافة 73 كلم، وترتفع عن سطح البحر مسافة 480 م. بلغ عدد سكان جبلا المسجلين 385 نسمة.